# Ignac Merk
Ignac Merk, tiskar, * (?), † 14. april 1797, Ljubljana.

## Življenje in delo
Rodil se je neznano kje okoli leta 1750. Najprej je bil vodja tiskarne pri 
Ignacu Alojzu Kleinmayrju, 1786 pa dobil dovoljenje za ustanovitev tiskarne in tako poleg Eggerjeve in Kleinmayerjeve ustanovil v Ljubljani še tretjo tiskarno. Tiskal je objave mestnega magistrata, uradne tiskovine, nemško nabožno in posvetno literaturo in librete za gostujoče gledališke skupine; slovenski tiski pa so bili redki. Leta 1788 je začel izdajati drugi ljubljanski nemški časopis Merkische Laibacher Zeitung (1788-1797) in z njim konkuriral Kleinmayrjevemu listu Laibacher Zeitung (1784-1804). Nekateri prispevki v ohranjenih primerkih napeljujejo na misel, da je z naklonjenostjo spremljal francosko revolucionarno gibanje, nekateri drugi prispevki pa izražajo skromno podporo slovenskemu preporodu. Po njegovi smrti je bila tiskarna nekaj časa last Antona Degotardija. 